# Matt Massie
Matt Massie (Montebello, Californië, 13 maart 1985) is een Amerikaans professioneel worstelaar. Massie was, onder zijn ringnaam Max Buck, bekend in de Total Nonstop Action Wrestling (TNA).
Matt worstelt samen als tag team met zijn jongere broer Nick Massie onder de naam The Young Bucks.

## In worstelen
- Finishers
  - Rope hung DDT – TNA
  - Worst Case Scenario

- Finishers tag team met Nick
  - Double or stereo superkicks naar één of twee opponenten respectievelijk
  - Double rope hung DDT – TNA
  - More Bang for Your Buck (Matt) gevolgd door een 450° splash (Nick) gevolgd door een moonsault (Matt)

- Signature tag team moves met Nick
  - Aided dropkick[106]
  - Corkscrew neckbreaker by Matt onto Nick's knee
  - Crazy Dive
  - Matt powerbombs an opponent into the knees of Nick, who is seated on the top rope
  - N'Sync
  - Springboard splash (Nick) / standing moonsault (Matt) combinatie
  - Stereo 450° splashes
  - Stereo dropkicks

- Bijnaam
  - "Mr. Instant Replay"

- Entree theme
  - "MMMBop" van Hanson

## Prestaties
- Alternative Wrestling Show
  - AWS Tag Team Championship (1 keer met Nick)

- Empire Wrestling Federation
  - EWF Tag Team Championship (1 keer met Nick)

- Pro Wrestling Destination
  - PWD Tag Team Championship (1 keer met Nick, huidig)

- Pro Wrestling Guerrilla
  - PWG World Tag Team Championship (2 keer met Nick, huidig)
  - Dynamite Duumvirate Tag Team Title Tournament (2009, 2011)

- Pro Wrestling Illustrated
  - PWI rangeerde Matt Jackson #116 van de top 500 singles worstelaars in de PWI 500 in 2010

- SoCal UNCENSORED Awards
  - Tag Team of the Year (2007, 2008, 2009) met Nick)

- Wrestling Observer Newsletter
  - Best Wrestling Maneuver (2009) More Bang for Your Buck